# Sequon
Um sequon é uma sequência de aminoácidos consecutivos numa proteína, que pode servir como lugar de união a um polissacárido, normalmente um N-glicano. O polissacárido liga-se à proteína por meio dum átomo de nitrogénio situado na cadeia lateral duma asparagina (Asn). O sequon para a N-glicosilação pode ser tanto Asn-X-Ser ou Asn-X-Thr, onde X é qualquer aminoácido exepto a prolina.
Ocasionalmente, outros aminoácidos podem ocupar o lugar da serina (Ser) ou treonina (Thr), como no caso da proteína de superfície dos leucócitos CD69, cuja sequência de aminoácidos Asn-X-Cys é um sequon aceitável para a adição de glicanos ligados por N.